# Air India Express
Air India Express és una aerolínia índia de baix cost amb seu en Kochi, Kerala. Està operada per Air India Express Limited (AIEL), una filial de propietat exclusiva de la companyia aèria de bandera índia Air lndia. Realitza al voltant de 649 vols setmanals a 33 destins, inclosos l'Orient Mitjà i el sud-est asiàtic. L'aerolínia transporta al voltant de 4,3 milions de passatgers cada any connectant 140 ciutats entre si. El seu centre secundari d'operacions està en Kozhikode.

## Història
Air India Express va començar a funcionar el 29 d'abril de 2005, amb el llançament de tres vols que van enlairar simultàniament de Thiruvananthapuram, Kochi i Kozhikode. L'aerolínia va ser llançada com a aerolínia de baix cost (LCC) amb l'objectiu de proporcionar una convenient connectivitat, a les rutes internacionals de curta distància, a l'Orient Mitjà i l'Àsia sud-oriental per a la comunitat d'expatriats indis. Air India Express va ser la resposta d'Air l'Índia a la creixent popularitat de les LCC a tot el món i a la regió. A l'ésser un LCC, l'aerolínia duu a terme vols de punt a punt amb múltiples centres d'operacions en tota l'Índia.
El desembre de 2012, Air India va ratificar la proposta de traslladar la seu a Kochi el gener de 2013 i establir una nova base MRO en Thiruvananthapuram.

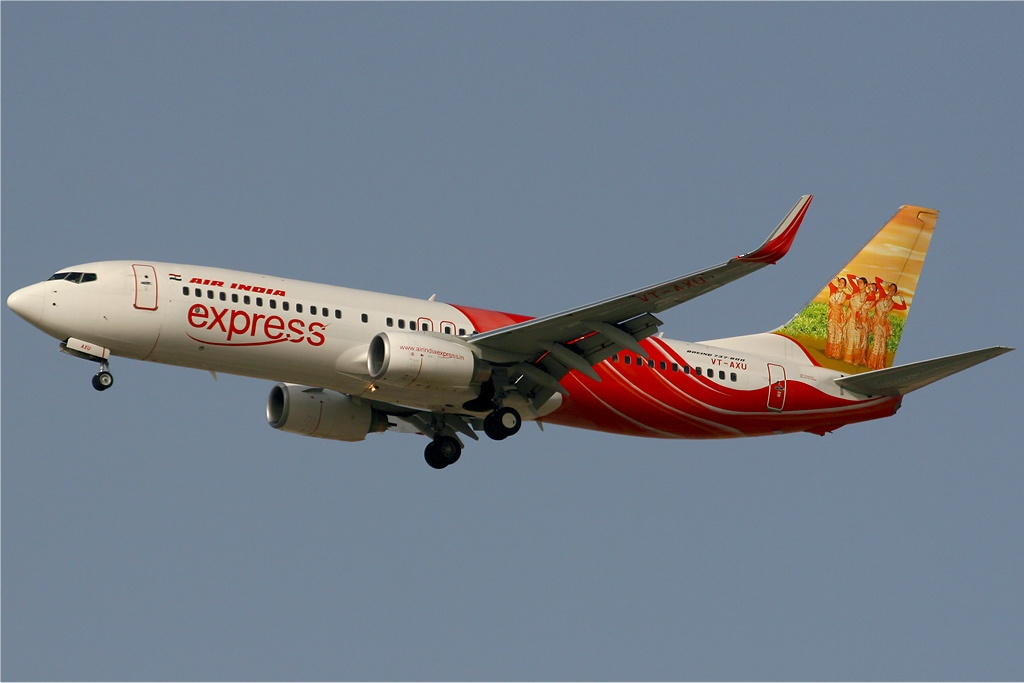
Boeing 737-800 d'Air India Express

A partir de gener de 2020, la flota d'Air India Express està composta per 25 Boeing 737-800 amb una capacitat de 186-189 seients.

## Accidents i incidents
- El 22 de maig de 2010, el vol 812 d'Air India Express, un Boeing 737-800 (matrícula VT-AXV) que volava en la ruta Dubai-Mangalore, va sobrepassar la pista 24 en aterrar en l'aeroport de Mangalore, matant a 152 passatgers i a sis membres de la tripulació de les 166 persones a bord. L'avió es va estavellar en una vall boscosa al final de la pista i va esclatar en flames. Només va haver-hi vuit supervivents.[8][9][10][11][12]
- El 7 d'agost de 2020, el vol 1344 d'Air India Express, un Boeing 737-800 (registrat com VT-AXH) va patinar per la pista a causa de les fortes pluges, va caure en una vall i es va trencar en dos trossos després de sobrepassar la pista d'aterratge de l'Aeroport Internacional de Calicut. Almenys 19 persones a bord van morir, incloent el capità i el copilot de l'aeronau.[13]